# أوتو بيري
أوتو بيري (بالإنجليزية: Otto Perry)‏ هو مصور أمريكي، ولد في 1894، وتوفي في 1970.